# Leptoglanis wamiensis
Leptoglanis wamiensis é uma espécie de peixe da família Amphiliidae.
É endémica da Tanzânia.
Os seus habitats naturais são: rios.